# William May (pirate)
Pour les articles homonymes, voir William May.
William May (fl. 1689–1700) est un pirate actif dans l'océan Indien. Il est surtout connu pour avoir pris le contrôle du navire de William Kidd, le Blessed William et navigué avec Henry Avery.

## Biographie
D'abord boucanier puis corsaire pendant la guerre de Neuf Ans, May rejoint l'équipage de William Kidd en 1689 à bord du Blessed William. Sous l'impulsion de Robert Culliford, l'équipage se mutine, défait Kidd et élit May comme capitaine. Il capture ensuite plusieurs petits navires espagnols dans les Caraïbes.
May se rend alors à New York, où le gouverneur par intérim de New York, Jacob Leisler, accorde à May une lettre de marque contre les Français. May attaque alors des navires français, donnant à Culliford une prise prestigieuse, la Horne Frigate. Après que des corsaires français ont réussi à voler leur butin, May échange le Blessed William avec une autre prise qu'il nomme le Jacob et se rend à Madagascar à la fin de 1690. Après avoir sillonné l'océan Indien, May et ses quartiers-maîtres Culliford et Samuel Burgess retournent à New York, laissant le Jacob sous le commandement du pirate Edward Coates. Obtenant une lettre de marque du nouveau gouverneur Benjamin Fletcher (Leisler ayant été exécuté), May fait équiper le Pearl (un brigantin de 200 tonneaux, 16 canons et 100 hommes) à Rhode Island.
Début 1694, au lieu de naviguer vers les côtes de la Guinée pour attaquer les dépôts d'esclaves français, May se rend à Madagascar pour poursuivre ses activités de pirate dans l'océan Indien. Culliford est laissé à Mangalore après avoir été arrêté lors d'une escale à terre.
En 1695, May rejoint Thomas Tew, Richard Want, Joseph Faro, Thomas Wake (pirate) et Henry Every dans un raid contre un convoi de trésors moghols. Le convoi parvient à s'échapper, à l'exception d'un navire retardataire, le Gunsway, et son escorte, le Fateh Mohammed, qui seront capturés et pillés par les pirates, principalement par Every. Tew est tué au début de la bataille tandis que Want et Wake ne peuvent pas suivre le rythme des autres navires et sont distancés. Le navire de Faro a une vitesse suffisante mais il ne reçoit pas sa part du butin, Every affirmant qu'il n'a pas participé à la bataille. Le Pearl de May avait dû être remorqué jusque sur les lieux de la bataille. Il obtient une partie du butin, mais Every le reprendra presque intégralement après que son équipage a découvert que les hommes du Pearl avaient rogné leurs pièces d'or.
Plus tard en 1695, William Kidd s'engage comme chasseur de pirates à bord de l'Adventure Galley, chargé en particulier de capturer ou d'éliminer Tew, Wake, May, John Ireland et d'autres. Kidd échoue, faisant une rencontre malheureuse avec Robert Culliford en 1698 : la plupart des membres de l'équipage de Kidd, lassés de leur capitaine, l'abandonnent et rejoignent Culliford.
En 1696, le Pearl navigue vers l'Éthiopie, capturant des navires près de l'Inde avant de retourner à New York pour partager le butin. En janvier 1699, May est de nouveau à Madagascar, commandant cette fois le Charming Mary après que son capitaine Richard Bobbington a été tué lors d'un raid à terre en Inde. Culliford navigue aux côtés du Charming Mary pendant un certain temps, mais est parti avant l'élection de May en tant que capitaine. May voulait répéter l'exploit de Every contre les convois de trésors mais des chasseurs de pirates anglais lui sont signalés en approche. Il décide de quitter Madagascar et repart pour New York en 1700 pour partager le butin et prendre sa retraite. De retour à Rhode Island, il aurait repris l'exploitation de la White Horse Tavern (aujourd'hui présentée comme la plus ancienne taverne des États-Unis) à partir de 1702.
Le capitaine William May du Pearl ne doit pas être confondu avec William May, membre d'équipage du Fancy, navire de Henry Every, qui a été l'un des rares membres de cette expédition à avoir été exécuté pour piraterie.